# Schendylops paraguayensis
Schendylops paraguayensis är en mångfotingart som först beskrevs av Filippo Silvestri 1895.  Schendylops paraguayensis ingår i släktet Schendylops och familjen småjordkrypare.
Artens utbredningsområde är Paraguay. Inga underarter finns listade i Catalogue of Life.